# Viaje al abandono
Viaje al abandono es un libro de no ficción español escrito por Eduardo Soto-Trillo y publicado en 2011.
Trata la historia del conflicto del Sahara Occidental  desde el punto de vista de la República Árabe Saharaui Democrática e incluye la descripción de la visita del autor a las poblaciones de  campamentos de refugiados de Tinduf y al Sahara Occidental.

## Autor
Eduardo Soto-Trillo es jurista experto en derecho internacional y derechos humanos. 